# بی‌پی‌سی‌ای
بی‌پی‌سی‌ای (به انگلیسی: BPCE) شرکت خدمات مالی فرانسوی است، که در سال ۲۰۰۹ با ادغام گروه مالی سی‌ان‌سی‌ای و بانک پاپیولایر راه‌اندازی شد. این بانک هم‌اکنون با در اختیار داشتن شبکه‌ای از ۸٫۲۰۰ شعبه و بیش از ۴۰ میلیون مشتری، به‌عنوان دومین بانک بزرگ در کشور فرانسه شناخته می‌شود.
بانک بی‌پی‌سی‌ای طیف وسیعی از خدمات مالی شامل: بانکداری شرکتی و بانکداری سرمایه‌گذاری، مدیریت سرمایه‌گذاری و مدیریت ثروت، انواع خدمات بیمه؛ مانند بیمه عمر، بیمه اتکایی، بیمه خودرو و مزایای بازنشستگی، انواع وام‌ها و وام مسکن را در بر می‌گیرد.
شعبه مرکزی این بانک در شهر پاریس قرار دارد. بانک ناتیکزیس که هم‌اکنون از بزرگترین بانک‌های فرانسوی به‌شمار می‌آید، به‌عنوان بازوی ارائه خدمات بانکداری سرمایه‌گذاری این موسسه مالی فعالیت می‌نماید.